# Landgericht München links der Isar
Das Landgericht München links der Isar war ein Landgericht älterer Ordnung im Königreich Bayern. Es ging 1854 aus den bisherigen Stadt- und Landgericht München hervor. Als Verwaltungsbehörde ging aus dem Landgericht München links der Isar 1862 das Bezirksamt München links der Isar hervor. Als Gerichtsbehörde bestand das Landgericht bis 1879, dann wurden mit Einführung des deutschen Gerichtsverfassungsgesetzes aus den bisherigen Landgerichten reichseinheitlich die Amtsgerichte.

## Geschichte
Auf dem Gebiet des heutigen Landkreises München wurde 1803 als Landgericht älterer Ordnung das Landgericht München gebildet. Es war für das Münchener Umland zuständig. Für das Stadtgebiet selbst gab es ab 1804 das Stadtgericht München, und ab 1809 wurde München zur kreisunmittelbaren Stadt mit einem eigenen Polizeidirektor. Stadt- und Landgericht München gehörten zum Isarkreis, der 1838 in Oberbayern umbenannt wurde. Bereits 1831 sollte das Landgericht München aufgeteilt werden. Es entstand bis 1835 das neue Landgericht Au. Nach der Eingemeindung von Au, Giesing und Haidhausen in die Stadt München am 1. Oktober 1854 wurde für die neuen Stadtteile das Stadtgericht München rechts der Isar geschaffen, aus dem bisherigen Stadtgericht München wurde das Stadtgericht München links der Isar. Gleichzeitig fand eine Umorganisation der Landgerichte des Umlandes statt: Aus dem Landgericht München wurde das Landgericht München links der Isar und aus den Restgemeinden des bisherigen Landgerichts Au das Landgericht München rechts der Isar.
Aus den beiden Landgerichten rechts und links der Isar gingen 1862 bei der Trennung von Verwaltung und Justiz im Königreich Bayern die gleichnamigen Bezirksämter hervor. Dabei wurden dem Bezirksamt München links der Isar auch das Landgericht Starnberg und dem Bezirksamt München rechts der Isar das Landgericht Wolfratshausen zugeteilt. Am 1. Januar 1864 wurde Ramersdorf nach München eingemeindet und am 1. Januar 1877 Sendling.
Im Jahr 1879 wurden mit Einführung des Gerichtsverfassungsgesetzes die Amtsgerichte aus den bisherigen Landgerichtsbehörden gebildet. Das Amtsgericht München II umfasste neben dem  Stadt- und Landgericht München rechts der Isar das Landgericht München links der Isar, das Stadtgericht München links der Isar und das Landgericht München rechts der Isar sowie die Gemeinde Peiß aus dem bisherigen Landgericht Aibling. 1910 wurden die Amtsgerichte München I und München II zum Amtsgericht München vereinigt.